# 厚木市立荻野中学校
厚木市立荻野中学校（あつぎしりつおぎのちゅうがっこう）は、厚木市にある公立中学校である。1947年開校。

## 所在地
神奈川県厚木市鳶尾5丁目1-1

## 通学区域
- 厚木市
  - 荻野小学校区
  - 鳶尾小学校区
  - 上荻野小学校区